# Gran Premio d'Austria 2018
Il Gran Premio d'Austria 2018 è stata la nona prova della stagione 2018 del campionato mondiale di Formula 1. La gara, tenutasi domenica 1º luglio 2018 sul Red Bull Ring di Spielberg bei Knittelfeld, è stata vinta dall'olandese Max Verstappen su Red Bull Racing-TAG Heuer, al suo quarto successo nel mondiale. Verstappen ha preceduto all'arrivo i due piloti della Ferrari, il finlandese Kimi Räikkönen ed il tedesco Sebastian Vettel.

## Vigilia

### Sviluppi futuri
Gli organizzatori del circuito di Hockenheim, pista che ospita l'edizione 2018 del Gran Premio di Germania, annunciano che non ospiteranno la gara nel 2019, ma che stanno lavorando per riportare la F1 sul loro tracciato per il 2020.

### Aspetti tecnici
La Pirelli, fornitrice unica degli pneumatici, porta, per questo gran premio, mescole di tipo soft, supersoft e ultrasoft, confermando la scelta del 2017.
La Federazione Internazionale dell'Automobile, per questa gara, stabilisce tre zone ove i piloti possono attivare il Drag Reduction System: la prima, ed è una novità, è fissata tra le curve Castrol e Remus, con punto di distacco fra i piloti posto prima della prima curva; la seconda tra le curve Remus e Schlossgold (il punto di determinazione del distacco è fissato prima della Remus), mentre la terza zona è sul rettilineo dei box, con detection point prima della Red Bull Mobile.
La Red Bull Racing rinuncia a utilizzare, da questo gran premio, la nuova MGU-K, fornita dalla Renault. La scuderia anglo-austriaca, in caso di sostituzione di questa componente della power unit, sarebbe incorsa in una penalizzazione. Hanno montato questa nuova componente, invece, i due piloti della scuderia francese e Stoffel Vandoorne, della McLaren.
La Mercedes fa debuttare, da questa gara, una evoluzione dell'aerodinamica della vettura. Le novità riguardano, principalmente, le fiancate della monoposto e la paratia dell'ala posteriore. Viene modificata anche la forma del diffusore posteriore.

### Aspetti sportivi
La Force India tocca il suo duecentesimo gran premio nel mondiale di F1. La scuderia anglo-indiana, erede della Spyker, esordì nel Gran Premio d'Australia 2008. In 199 gare ha colto una pole position, 5 giri veloci e 6 podi. Il risultato migliore è stato il secondo posto con Giancarlo Fisichella nel Gran Premio del Belgio 2009.
In questa stagione, la gara austriaca ha come sponsor la Eyetime, un'applicazione per telefoni cellulari.
L'ex pilota di Formula 1, il britannico Derek Warwick, è nominato commissario aggiunto per la gara. Ha svolto già in passato tale funzione, l'ultima al Gran Premio di Spagna.
Nella prima sessione di prove libere del venerdì Robert Kubica ha preso il posto di Sergej Sirotkin alla Williams.

## Prove

### Resoconto
Lewis Hamilton è il pilota migliore, nella prima sessione di prove libere. Il campione del mondo ha preceduto di poco più di un decimo, il suo compagno di team, Valtteri Bottas. Al terzo posto ha chiuso Max Verstappen, mentre Sebastian Vettel ha colto il quarto tempo. I due piloti della Mercedes sono gli unici ad aver girato in un tempo inferiore al minuto e 5 secondi. Vettel ha dovuto sostituire il pattino in legno, posto sul fondo della vettura, mentre Daniel Ricciardo ha perso parte della sessione, per la necessità dei tecnici di sostituire un braccetto dello sterzo, piegato passando sopra un cordolo. Kimi Räikkönen ha preferito sostituire la barra stabilizzatrice anteriore, al fine di migliorare l'assetto della sua monoposto.
La McLaren è stata multata di 10 000 euro, per aver rimandato in pista Stoffel Vandoorne in maniera non sicura, all'approssimarsi dell'arrivo di Vettel. Il belga ha anche poi danneggiato, passando su un cordolo, l'ala anteriore.
Anche nella sessione pomeridiana Hamilton ha ottenuto la miglior prestazione sul giro, tra l'altro utilizzando le gomme soft, ovvero la mescola più dura portata dalla Pirelli. L'utilizzo di mescole più morbide era meno favorevole, a causa della bassa temperatura dell'asfalto. L'inglese ha preceduto ancora una volta il compagno di team, Bottas, mentre al terzo posto si è posizionato Sebastian Vettel. La sessione è stata interrotta con bandiera rossa per un'uscita di pista di Pierre Gasly, che ha rotto la sospensione anteriore sinistra, montando su un cordolo. Ha girato poco Fernando Alonso, per un problema al fondo della vettura, danneggiato durante la sessione. Un analogo problema è stato subito da Verstappen.
Al sabato è Sebastian Vettel il più veloce, e riesce a stare davanti alle due Mercedes. Il tedesco ha ottenuto il nuovo record della pista, utilizzando gomme ultrasoft. I primi tre piloti sono racchiusi in poco più di un decimo, mentre Kimi Räikkönen, quarto, è staccato di quattro decimi dal tempo del compagno di scuderia. Le Red Bull hanno invece accusato dei problemi, con Max Verstappen che ha dovuto concludere la sessione in anticipo per un problema alla power unit. Anche Charles Leclerc ha terminato anzitempo la sessione, dopo che era stato rilevato un problema al cambio. Brendon Hartley ha invece danneggiato l'ala anteriore, passando su un cordolo. Al termine delle qualifiche Leclerc è costretto a sostituire il cambio, danneggiato dalla rottura di una sospensione; ciò comporta la penalizzazione di 5 posizioni in griglia.

### Risultati
Nella prima sessione del venerdì si è avuta questa situazione: 
| Pos | Nº | Pilota          | Costruttore               | Tempo    | Gap    | Giri |
| --- | -- | --------------- | ------------------------- | -------- | ------ | ---- |
| 1   | 44 | Lewis Hamilton  | Mercedes                  | 1'04"839 |        | 39   |
| 2   | 77 | Valtteri Bottas | Mercedes                  | 1'04"966 | +0"127 | 39   |
| 3   | 33 | Max Verstappen  | Red Bull Racing-TAG Heuer | 1'05"072 | +0"233 | 42   |

Nella seconda sessione del venerdì si è avuta questa situazione: 
| Pos | Nº | Pilota           | Costruttore | Tempo    | Gap    | Giri |
| --- | -- | ---------------- | ----------- | -------- | ------ | ---- |
| 1   | 44 | Lewis Hamilton   | Mercedes    | 1'04"579 |        | 37   |
| 2   | 77 | Valtteri Bottas  | Mercedes    | 1'04"755 | +0"176 | 42   |
| 3   | 5  | Sebastian Vettel | Ferrari     | 1'04"815 | +0"236 | 53   |

Nella sessione del sabato si è avuta questa situazione:
| Pos | Nº | Pilota           | Costruttore | Tempo    | Gap    | Giri |
| --- | -- | ---------------- | ----------- | -------- | ------ | ---- |
| 1   | 5  | Sebastian Vettel | Ferrari     | 1'04"070 |        | 22   |
| 2   | 44 | Lewis Hamilton   | Mercedes    | 1'04"099 | +0"029 | 24   |
| 3   | 77 | Valtteri Bottas  | Mercedes    | 1'04"204 | +0"134 | 24   |

## Qualifiche

### Resoconto
Esteban Ocon è il primo pilota a ottenere un tempo significativo, battuto però da Lewis Hamilton. Alle spalle del britannico si posizionano Valtteri Bottas e Sebastian Vettel. La lotta per il primo posto è serrata: prima Bottas, poi Vettel scalano al primo posto. Successivamente è ancora Hamilton a ritoccare il tempo, e portarsi in prima posizione. Charles Leclerc danneggia l'ala anteriore, ed è costretto a sostituirla ai box. Il monegasco, nella parte finale della sessione, è autore di un'uscita di pista. Ciò porta all'esposizione delle bandiere gialle, che limita la possibilità per i piloti di migliorare i tempi. Vengono eliminati Stoffel Vandoorne, Sergio Pérez, Sergej Sirotkin, Brendon Hartley e Marcus Ericsson. Il distacco di Ericsson, che ha l'ultimo tempo, dal tempo del primo, è di meno di un secondo e mezzo.
In Q2 la Mercedes sceglie le gomme supersoft, che saranno anche quelle utilizzate all'inizio della gara. La scelta è premiata col nuovo record della pista, ancora fatto segnare da Hamilton. Meno veloci le Red Bull, staccate, con Ricciardo, di quasi un secondo dal primo. Vettel abbassa ancora il record della pista, utilizzando però gomme ultrasoft. Esteban Ocon, provvisoriamente tra gli eliminati, è penalizzato da una Williams, in uscita dalla corsia dei box. Ocon è tra gli esclusi, così come Pierre Gasly, Charles Leclerc, Fernando Alonso, che rompe l'alettone anteriore nell'ultimo tentativo, e Lance Stroll. Vettel viene messo sotto indagine dai commissari per aver ostacolato Carlos Sainz Jr..
Vettel e Hamilton, in Q3, non sono subito i più veloci, tanto che il miglior tempo è di Valtteri Bottas. Kimi Räikkönen tenta la strategia dei due giri di lancio, e nel tentativo veloce scala al secondo posto, mentre quarto, dietro a Mercedes e Ferrari, è Romain Grosjean. Le due Red Bull non sono capaci di scavalcare il francese, al termine del loro primo tentativo.
Negli ultimi minuti Bottas migliora ancora, mentre Hamilton e Vettel scavalcano Räikkönen. Tra le Red Bull il solo Verstappen è capace di superare Grosjean, che chiude così sesto. Bottas ottiene la sua quinta pole position, la seconda consecutiva sul tracciato stiriano. Al termine delle qualifiche Sebastian Vettel è penalizzato di tre posizioni sulla griglia di partenza e di un punto dalla Superlicenza per aver ostacolato Carlos Sainz Jr. nel corso della Q2.

### Risultati
Nella sessione di qualifica si è avuta questa situazione:
| Pos                         | Nº | Pilota            | Costruttore               | Q1       | Q2       | Q3       | Griglia |
| --------------------------- | -- | ----------------- | ------------------------- | -------- | -------- | -------- | ------- |
| 1                           | 77 | Valtteri Bottas   | Mercedes                  | 1'04"175 | 1'03"756 | 1'03"130 | 1       |
| 2                           | 44 | Lewis Hamilton    | Mercedes                  | 1'04"080 | 1'03"577 | 1'03"149 | 2       |
| 3                           | 5  | Sebastian Vettel  | Ferrari                   | 1'04"347 | 1'03"544 | 1'03"464 | 6       |
| 4                           | 7  | Kimi Räikkönen    | Ferrari                   | 1'04"234 | 1'03"975 | 1'03"660 | 3       |
| 5                           | 33 | Max Verstappen    | Red Bull Racing-TAG Heuer | 1'04"273 | 1'04"001 | 1'03"840 | 4       |
| 6                           | 8  | Romain Grosjean   | Haas-Ferrari              | 1'04"242 | 1'04"059 | 1'03"892 | 5       |
| 7                           | 3  | Daniel Ricciardo  | Red Bull Racing-TAG Heuer | 1'04"723 | 1'04"403 | 1'03"996 | 7       |
| 8                           | 20 | Kevin Magnussen   | Haas-Ferrari              | 1'04"460 | 1'04"291 | 1'04"051 | 8       |
| 9                           | 55 | Carlos Sainz Jr.  | Renault                   | 1'04"948 | 1'04"561 | 1'04"725 | 9       |
| 10                          | 27 | Nico Hülkenberg   | Renault                   | 1'04"864 | 1'04"676 | 1'05"019 | 10      |
| 11                          | 31 | Esteban Ocon      | Force India-Mercedes      | 1'05"148 | 1'04"845 | N.D.     | 11      |
| 12                          | 10 | Pierre Gasly      | Scuderia Toro Rosso-Honda | 1'05"011 | 1'04"874 | N.D.     | 12      |
| 13                          | 16 | Charles Leclerc   | Sauber-Ferrari            | 1'04"967 | 1'04"979 | N.D.     | 17      |
| 14                          | 14 | Fernando Alonso   | McLaren-Renault           | 1'04"965 | 1'05"058 | N.D.     | PL      |
| 15                          | 18 | Lance Stroll      | Williams-Mercedes         | 1'05"264 | 1'05"286 | N.D.     | 13      |
| 16                          | 2  | Stoffel Vandoorne | McLaren-Renault           | 1'05"271 | N.D.     | N.D.     | 14      |
| 17                          | 11 | Sergio Pérez      | Force India-Mercedes      | 1'05"279 | N.D.     | N.D.     | 15      |
| 18                          | 35 | Sergej Sirotkin   | Williams-Mercedes         | 1'05"322 | N.D.     | N.D.     | 16      |
| 19                          | 28 | Brendon Hartley   | Scuderia Toro Rosso-Honda | 1'05"366 | N.D.     | N.D.     | 19      |
| 20                          | 9  | Marcus Ericsson   | Sauber-Ferrari            | 1'05"479 | N.D.     | N.D.     | 18      |
| Tempo limite 107%: 1'08"565 |    |                   |                           |          |          |          |         |

In grassetto sono indicate le migliori prestazioni in Q1, Q2 e Q3.

## Gara

### Resoconto
In partenza Valtteri Bottas è passato da Lewis Hamilton e da Kimi Räikkönen. Il finlandese va lungo alla via di fuga della curva 3 e viene ripassato dal connazionale della Mercedes e anche da Max Verstappen. Seguono Daniel Ricciardo, le due Haas e il compagno di squadra, Sebastian Vettel. Il tedesco, in un paio di giri, scavalca le due Haas. 
All'undicesimo giro si ritira Nico Hülkenberg e dopo tre giri, anche Valtteri Bottas è costretto all'abbandono, per un problema al cambio. La direzione di gara dispone la Virtual Safety Car. Le due Ferrari e le due Red Bull Racing ne approfittano per effettuare un pit stop, mentre il leader della gara, Lewis Hamilton, resta in pista. La classifica resta invariata.
Al ventesimo giro un errore di guida di Räikkönen permette a Ricciardo di prendere la terza posizione. Al giro 26 c'è la sosta di Hamilton: il britannico rientra in gara in quarta posizione, alle spalle delle due Red Bull e di Räikkönen. Ricciardo presenta dei problemi di usura delle gomme, mentre Lewis Hamilton e Sebastian Vettel riducono il distacco da Kimi Räikkönen.
Al trentottesimo giro Räikkönen, sfruttando i problemi di Ricciardo, passa l'australiano, che si ferma subito al cambio gomme. Il giro seguente Vettel passa Hamilton (che accusa anch'egli problemi con le gomme), ponendosi al terzo posto. L'inglese però non demorde e tenta di riavvicinarsi a Vettel.
Al giro 52 Lewis Hamilton effettua la seconda sosta. Nel giro successivo Daniel Ricciardo è costretto a ritirarsi: questo consente al campione del mondo britannico di riprendere la quarta posizione. Tre giri dopo si registra il ritiro anche per Brendon Hartley. Nella parte finale della gara le due Ferrari cercano di chiudere il gap su Verstappen a bordo della Red Bull.
Al sessantatreesimo giro deve abbandonare la gara anche Lewis Hamilton. Per la Mercedes è il primo doppio ritiro per motivi tecnici dal Gran Premio d'Italia 1955 (l'ultimo doppio ritiro risale al Gran Premio di Spagna 2016 per una collisione al primo giro). Per il pilota si conclude una striscia di 33 gare consecutive all'arrivo (iniziata nel Gran Premio del Giappone 2016), record in comune con Nick Heidfeld, ottenuto tra il 2007 e il 2009. Per Hamilton si conclude anche la striscia record di 33 arrivi consecutivi nei punti. Romain Grosjean sale al quarto posto, le due Sauber, invece, entrano in zona punti, passando Pierre Gasly, pilota dell'italiana Toro Rosso. 
Max Verstappen si aggiudica la sua quarta gara nel mondiale di F1, resistendo al ritorno delle vetture di Maranello. Il quarto posto di Grosjean rappresenta il miglior risultato in F1 per la Haas motorizzata Ferrari, mentre entrambe le Sauber non conquistavano punti dal Gran Premio di Cina 2015. Ben sei vetture motorizzate Ferrari sono tra i primi 10.
Kimi Räikkönen ottiene il suo 46º ed ultimo giro veloce in carriera.

### Risultati
I risultati del Gran Premio sono i seguenti:
| Pos | Nº | Pilota            | Costruttore               | Giri | Tempo/Ritiro         | Griglia | Punti |
| --- | -- | ----------------- | ------------------------- | ---- | -------------------- | ------- | ----- |
| 1   | 33 | Max Verstappen    | Red Bull Racing-TAG Heuer | 71   | 1h21'56"024          | 4       | 25    |
| 2   | 7  | Kimi Räikkönen    | Ferrari                   | 71   | +1"504               | 3       | 18    |
| 3   | 5  | Sebastian Vettel  | Ferrari                   | 71   | +3"181               | 6       | 15    |
| 4   | 8  | Romain Grosjean   | Haas-Ferrari              | 70   | +1 giro              | 5       | 12    |
| 5   | 20 | Kevin Magnussen   | Haas-Ferrari              | 70   | +1 giro              | 8       | 10    |
| 6   | 31 | Esteban Ocon      | Force India-Mercedes      | 70   | +1 giro              | 11      | 8     |
| 7   | 11 | Sergio Pérez      | Force India-Mercedes      | 70   | +1 giro              | 15      | 6     |
| 8   | 14 | Fernando Alonso   | McLaren-Renault           | 70   | +1 giro              | PL      | 4     |
| 9   | 16 | Charles Leclerc   | Sauber-Ferrari            | 70   | +1 giro              | 17      | 2     |
| 10  | 9  | Marcus Ericsson   | Sauber-Ferrari            | 70   | +1 giro              | 18      | 1     |
| 11  | 10 | Pierre Gasly      | Scuderia Toro Rosso-Honda | 70   | +1 giro              | 12      |       |
| 12  | 55 | Carlos Sainz Jr.  | Renault                   | 70   | +1 giro              | 9       |       |
| 13  | 35 | Sergej Sirotkin   | Williams-Mercedes         | 69   | +2 giri              | 16      |       |
| 14  | 18 | Lance Stroll      | Williams-Mercedes         | 69   | +2 giri              | 13      |       |
| 15  | 2  | Stoffel Vandoorne | McLaren-Renault           | 65   | Cambio               | 14      |       |
| Rit | 44 | Lewis Hamilton    | Mercedes                  | 62   | Pressione carburante | 2       |       |
| Rit | 28 | Brendon Hartley   | Scuderia Toro Rosso-Honda | 54   | Problemi idraulici   | 19      |       |
| Rit | 3  | Daniel Ricciardo  | Red Bull Racing-TAG Heuer | 53   | Scarichi             | 7       |       |
| Rit | 77 | Valtteri Bottas   | Mercedes                  | 13   | Problemi idraulici   | 1       |       |
| Rit | 27 | Nico Hülkenberg   | Renault                   | 11   | Motore               | 10      |       |

## Classifiche mondiali

### Piloti
| Pos | Pilota            | Punti |
| --- | ----------------- | ----- |
| 1   | Sebastian Vettel  | 146   |
| 2   | Lewis Hamilton    | 145   |
| 3   | Kimi Räikkönen    | 101   |
| 4   | Daniel Ricciardo  | 96    |
| 5   | Max Verstappen    | 93    |
| 6   | Valtteri Bottas   | 92    |
| 7   | Kevin Magnussen   | 37    |
| 8   | Fernando Alonso   | 36    |
| 9   | Nico Hülkenberg   | 34    |
| 10  | Carlos Sainz Jr.  | 28    |
| 11  | Sergio Pérez      | 23    |
| 12  | Esteban Ocon      | 19    |
| 13  | Pierre Gasly      | 18    |
| 14  | Charles Leclerc   | 13    |
| 15  | Romain Grosjean   | 12    |
| 16  | Stoffel Vandoorne | 8     |
| 17  | Lance Stroll      | 4     |
| 18  | Marcus Ericsson   | 3     |
| 19  | Brendon Hartley   | 1     |

### Costruttori
| Pos | Costruttore               | Punti |
| --- | ------------------------- | ----- |
| 1   | Ferrari                   | 247   |
| 2   | Mercedes                  | 237   |
| 3   | Red Bull Racing-TAG Heuer | 189   |
| 4   | Renault                   | 62    |
| 5   | Haas-Ferrari              | 49    |
| 6   | McLaren-Renault           | 44    |
| 7   | Force India-Mercedes      | 42    |
| 8   | Scuderia Toro Rosso-Honda | 19    |
| 9   | Sauber-Ferrari            | 16    |
| 10  | Williams-Mercedes         | 4     |